# Bakweri (peuple)
Pour les articles homonymes, voir Bakweri.
Les Bakweri sont une population bantoue d'Afrique centrale établi dans la région du Sud-Ouest du Cameroun, principalement à Buéa, sur les pentes du mont Cameroun et les villages côtiers des alentours. De nos jours, on les rencontre à la fois dans la zone urbaine et rurales. 

## Ethnonymie
Selon les sources et le contexte, on observe de nombreuses variantes : Baakpe, Bakouiri, Bakpwe, Bakwedi, Bakwele, Bakweris, Bakwiri, Ba-Kwiri, Bekwiri, Kpe, Kwedi, Kweli, Kwili, Kwiri, Kwiris, Makpe, Mokpe, Mokpwe, Ujuwa, Vakpe, Vakweli, Vambeng

## Histoire

### Premiers mouvements de population
Selon les traditions orales des Bakweri, ils sont originaires du pays Ibibio, la région située au sud-ouest du Mont Cameroun. Les Bakweri ont probablement migré vers leur habitat actuel à l'est de la montagne au milieu du XVIIIe siècle. Depuis les contreforts, ils se sont progressivement répandus vers la côte, et en remontant la rivière Moungo et les différentes criques qui s'y jettent. Une tradition rivale Bakweri dit qu'ils descendent de Mokuri ou Mokule, un frère de l'ancêtre Ewale des Douala, qui a migré vers la région du Mont Cameroun pour la chasse. En outre, quelques villages isolés, tels que Maumu et Bojongo, revendiquent une autre descendance et peuvent représenter des groupes antérieurs que les Bakweri en expansion ont absorbés.

### organisation de la société
La société Bakweri était traditionnellement repartie en trois niveaux. Au sommet, se trouvaient les Bakweri natifs, avec les pleins droits en matière de propriété foncière. Le niveau juste en dessous était composé des descendants d’esclaves et ne jouissaient des mêmes droits que les natifs.

### Contacts européens
Les commerçants portugais ont atteint la côte camerounaise en 1472. Au cours des décennies suivantes, d'autres aventuriers sont venus explorer l'estuaire et les rivières qui l'alimentent, et établir des comptoirs commerciaux. Les Bakweri fournissaient des matériaux aux tribus côtières, qui jouaient le rôle d'intermédiaires.

### Colonisation allemande
L'Allemagne a annexé le Cameroun en 1884. En 1891, le clan Gbea Bakweri s'est soulevé pour défendre son système judiciaire traditionnel lorsque les Allemands lui ont interdit de recourir à un procès par l'épreuve du poison pour déterminer si un récent converti chrétien était en fait une sorcière. Cette révolte a été étouffée par la destruction de Buéa en décembre 1894 et la mort du chef Kuv'a Likenye.
Les Allemands gouvernent d'abord depuis Douala, qu'ils appellent Kamerunstadt, mais ils déplacent leur capitale vers la colonie Bakweri de Buéa en 1901. La principale activité des colons était l'établissement de plantations de bananes dans la région fertile du Mont Cameroun. Les Bakweri ont été impressionnés pour les travailler, mais leur récalcitrance et leur faible population ont conduit les coloniaux à encourager les peuples de l'intérieur des terres, comme les Bamilékés, à se déplacer vers la côte. En outre, le trafic maritime constant le long de la côte permettait aux individus de se déplacer d'une plantation ou d'une ville à l'autre à la recherche de travail.

### Colonisation britannique
En 1918, l'Allemagne perd la Première Guerre mondiale et ses colonies deviennent des mandats de la Société des Nations. Le Royaume-Uni récupère les terres Bakweri et intègre sa partie de l'ancien Cameroun allemand à sa colonie et protectorat du Nigeria, fixant la capitale de la nouvelle province à Buéa. Les Britanniques pratiquent une politique d'indirect rule, confiant de plus grands pouvoirs aux chefs Bakweri à Buéa.
Les nouveaux colonisateurs maintiennent les politiques allemandes d'éviction des souverains non coopératifs et d'impression des travailleurs pour les plantations, mais les individus peuvent choisir de payer une amende pour éviter le travail, ce qui entraîne une pénurie de travailleurs issus des régions les plus riches. Les Britanniques encouragent donc à nouveau les gens de l'intérieur à se rendre sur la côte pour travailler dans les plantations. De nombreux Igbo du Nigeria sont arrivés dans la région, et les nouveaux arrivants sont devenus numériquement et économiquement dominants au fil du temps. Cela a entraîné des tensions ethniques avec les indigènes. L'expropriation des terres était un autre problème, rencontré notamment en 1946.
Un Bakweri, le Dr E. M. L. Endeley, a été le premier Premier ministre du Cameroun méridional de 1954 à 1959. Il a conduit d'autres parlementaires du Cameroun méridional à faire sécession de la Chambre d'assemblée de l'Est du Nigeria en 1954.

## Langues
Les Bakweri parlent le bakweri (ou mòkpè), une langue bantoue, dont le nombre de locuteurs au Cameroun était estimé à 32 000 en 1982. Le pidgin camerounais et le douala sont aussi très utilisés.

## Culture et société

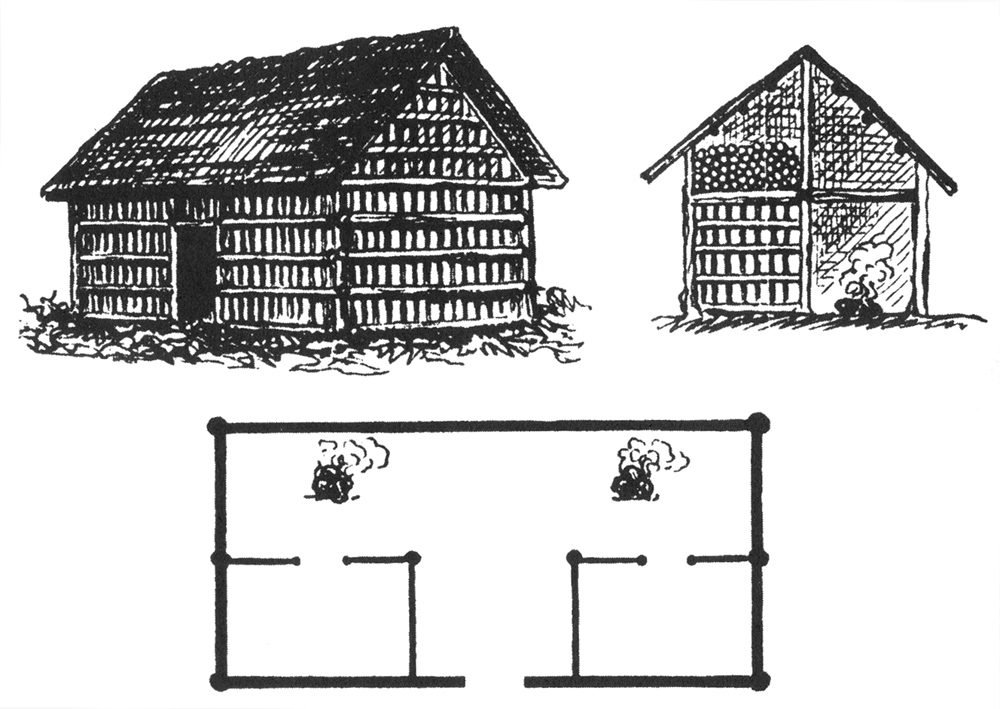
Maison Bakweri (gravure des années 1870).
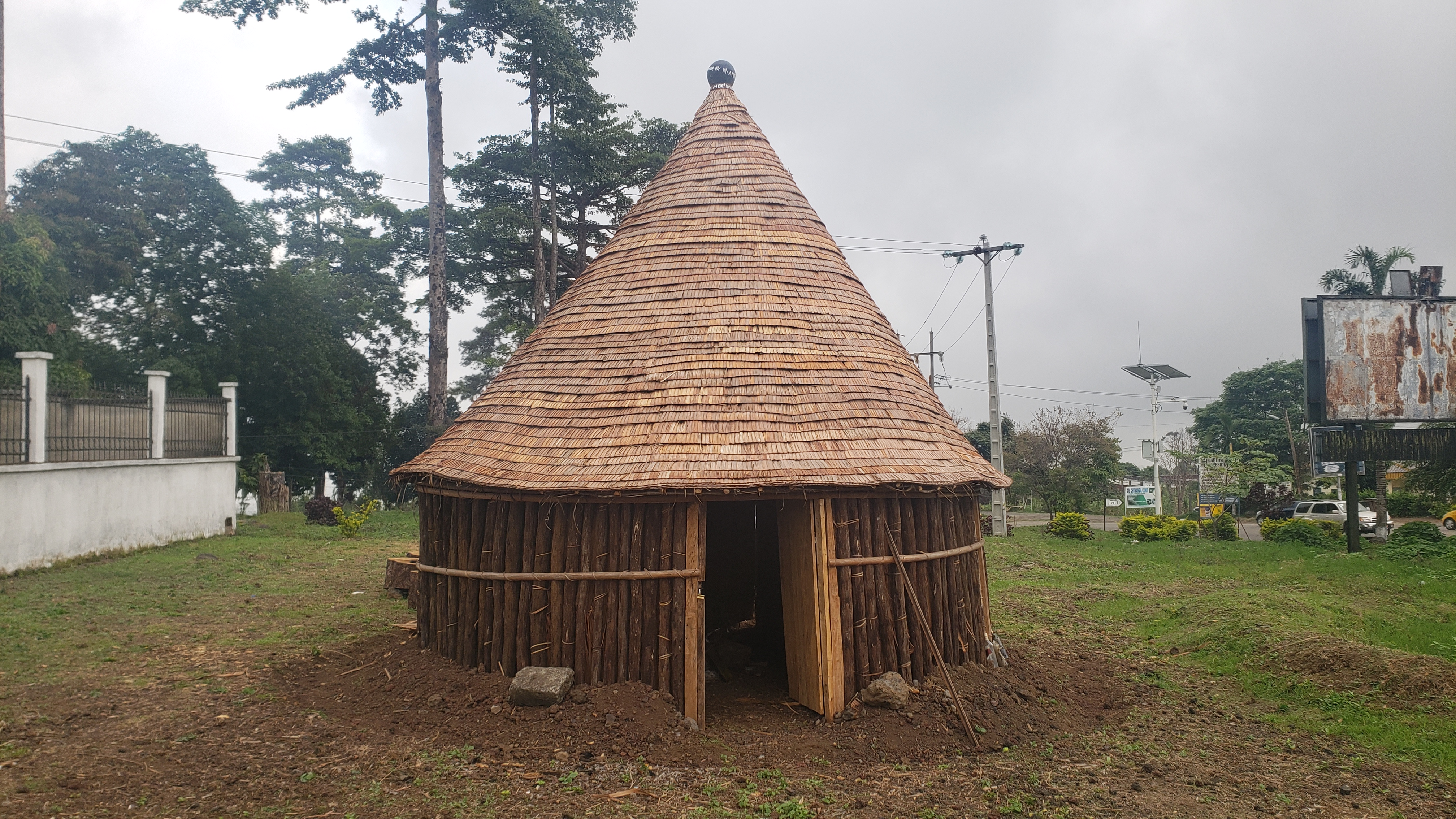
Maison traditionnelle dans la ville (près de Buea, en 2022)

## Personnalités
- Peter Mafany Musonge (1942-), ancien Premier ministre du Cameroun
- Ephraïm Inoni (1947-), ancien Premier ministre du Cameroun
- Mola Njoh Litumbe (1927-2020), militant politique
- Pauline Nalova Lyonga Egbe, Ministre des enseignements secondaires
- Daphne (1989-), chanteuse
- Emmanuel Mbela Lifafe Endeley (1916-1988), homme politique
- Ekema Patrick Esunge (1976-2019), homme politique et ancien maire de Buéa
- Samuel Ikome Sako (1966-), dirigeant séparatiste
- John Ewome Eko (????-), chef traditionnel et officier

### Filmographie
- (en) Kuva Likenye, documentaire historique réalisé par Kome Epule Mathias et produit par AFRICAphonie, 2008, 30 min (les exploits de Kuva Likenye, un héros de la résistance Bakweri contre la colonisation allemande)